# Choe Yong-rim
Choe Yong-rim (Koreaans: 최영림) (Ryanggang, 20 november 1930) was premier van Noord-Korea. Hij nam het premierschap over van Kim Yong-il op 7 juni 2010. Hij bleef premier tot 1 april 2013. Pak Pong-ju werd zijn opvolger.
Als premier is Choe een van de hoofdverantwoordelijken voor het economisch beleid in Noord-Korea.
Tegenwoordig is hij ere-vice-voorzitter van het Presidium van de Opperste Volksvergadering van Noord-Korea.
1. ↑  6th Session of the 13th SPA Held, North Korea Leadership Watch, 26 juli 2018